# Суперкубок Перу з футболу
Суперкубок Перу з футболу — клубний турнір з футболу, що проводиться у Перу. 
Учасниками змагання є володар кубка Двохсотріччя та чемпіон країни минулого сезону. Організатором змагання є Федерація перуанського футболу.

## Фінали
| Рік  | Переможець    | Рахунок | Фіналіст               |
| ---- | ------------- | ------- | ---------------------- |
| 2020 | Атлетіко Грау | 1:0     | Депортіво Бінасьйональ |

## Досягнення по клубам
| Клуб                   | Кількість перемог | Роки перемог | Кількість фіналів | Роки поразок |
| ---------------------- | ----------------- | ------------ | ----------------- | ------------ |
| Атлетіко Грау          | 1                 | 2020         | -                 | -            |
| Депортіво Бінасьйональ | -                 | -            | 1                 | 2020         |